# 上野矗
上野 矗（うえの ひとし、1937年9月26日 - 2022年6月13日）は、日本の心理学者。大阪教育大学名誉教授。

## 経歴
長野県長野市出身。東北大学文学部心理学科卒業、1967年、同大学院文学研究科心理学専攻博士課程単位取得退学、白梅学園短期大学講師。1969年、弘前大学養護教諭養成所助教授。1973年、大阪教育大学助教授。1983年、教授。1992年「病気との和解実現の方途を探って-体験学習におけるグループ受容体験をモデルとして」で久留米大学医学博士。2003年定年退官、名誉教授、大阪樟蔭女子大学教授。2008年退職。2017年秋の叙勲で瑞宝中綬章を受章。

## 著書
- 『話の聴ける看護婦になるために 対人・対話関係の技術』医学書院　1978
- 『患者理解の臨床心理学-100項 実りある患者への援助的理解の実現』日本総研出版　1981
- 『カウンセリングのすすめ方』1983　ぎょうせいヘルス・ライブラリー
- 『看護臨床における話す・聴く ケアを実らせるポイントとその実際』医学書院　1993
- 『患者に対する精神的援助に関する研究 現象学的方法による"病気との和解"の方途を探って』風間書房　1994
- 『「私」の心理 日常生活に寄与できる心理学の視角』風間書房　1999
- 『病床の臨床心理学』フィリア 2006

### 共編著
- 『心理学』早坂泰次郎共著　メヂカルフレンド社　高看基礎講座　1975
- 『自己変革と組織の活性化 CSTのすすめ』清水増三共著　有斐閣出版サービス　1986
- 『病気と痛みの心理』岡堂哲雄,志賀令明共編　至文堂　現代のエスプリ別冊　2000
- 『幸せを築く対人援助』岩崎正子,大江米次郎, 夏目誠共著　フィリア 2008

### 翻訳
- ヴァン・デン・ベルグ『病床の心理学』早坂泰次郎共訳　現代社　1975

## 参考
- 幸せを築く対人援助 - 紀伊國屋書店BookWeb